# Telodorcus pilosipes
Telodorcus pilosipes is een keversoort uit de familie vliegende herten (Lucanidae). De wetenschappelijke naam van de soort werd in 1883 als Eurytrachelus pilosipes gepubliceerd door Charles Owen Waterhouse.